# Irena Šiaulienė

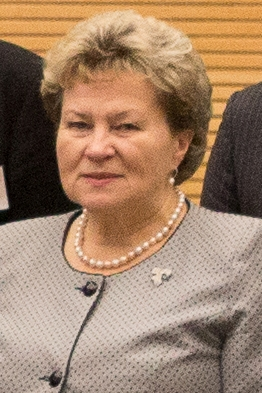
Irena Šiaulienė

Irena Šiaulienė (* 19. Februar 1955  in Kolainiai, Rajon Kelmė) ist eine litauische sozialdemokratische Politikerin, ehemalige stellvertretende Vorsitzende des Seimas (2017–2020).

## Leben
Nach dem Abitur 1973 an der Mittelschule Pavandenė (Rajon Telšiai) absolvierte Irena Šiaulienė 1978 mit Auszeichnung das Diplomstudium der Geschichte an der Vilniaus universitetas und 1987 promovierte über Komsomol (zum Thema „Lietuvos komjaunimas – Komunistų partijos pagalbininkas kovojant už socialistinės revoliucijos pergalę ir jos stiprinimą Lietuvoje 1940-1941 metais“).
Von 1978 bis 1990 lehrte Irena Šiaulienė am Politechnikum Klaipėda, an der Fakultät Klaipėda am Kauno politechnikos institutas, ab 1990 Dozentin der Klaipėdos universitetas.
Von 1992  bis 2004 (bei LDDP) und von 2004 bis 2008 war Irena Šiaulienė Mitglied im Seimas, 1997 Mitglied im Stadtrat Klaipėda der LSDP, von 2017 bis 2020 der LSDDP im 12. Seimas.